# Fivio Foreign
Fivio Foreign, pseudonimo di Maxie Lee Ryles III (New York, 29 marzo 1990), è un rapper e cantautore statunitense.
Uno dei principali esponenti della drill di Brooklyn, è diventato famoso per il suo singolo del 2019 Big Drip, certificato oro dalla RIAA, del quale è stato in seguito realizzato un remix con i rapper statunitensi Lil Baby e Quavo.

## Biografia
Nato e cresciuto a Brooklyn, New York, Ryles ha iniziato a fare rap sotto il nome di Lite Fivio nel 2011. Nel 2013 ha cambiato il suo nome in Fivio Foreign e ha formato un collettivo musicale con i suoi amici sotto il nome di 800 Foreign Side.

## Carriera
Ryles ha iniziato a guadagnare fama dopo l'uscita del suo singolo Big Drip. Il brano è stato incluso nei suoi EP del 2019 Pain and Love e 800 BC. A novembre, ha firmato un contratto discografico da un milione di dollari con la Columbia Records, in collaborazione con l'etichetta discografica RichFish Records del rapper statunitense Ma$e.
Nel maggio 2020, Ryles ha guadagnato i suoi primi due singoli entrati a far parte della Billboard Hot 100, Demons di Drake e Zoo York di Lil Tjay e Pop Smoke. Durante lo stesso mese, Ryles ha lanciato l'organizzazione no-profit Foreignside Foundation, "orientata a fornire risorse e programmi benefici per i giovani a rischio, i senzatetto, gli individui attuali ed ex affiliati alle gang, gli individui incarcerati".
L'11 agosto 2020, è stato incluso nella 2020 Freshman class di XXL. Per il resto del 2020, Ryles è apparso in una serie di canzoni di altri artisti, tra cui Spicy di Nas e A$AP Ferg, K Lo K di Tory Lanez, il remix di That's a Fact di French Montana e  I Am What I Am di King Von. Nel novembre 2020, ha pubblicato il singolo Trust, dal suo prossimo progetto, B.I.B.L.E. Ha pubblicato il 3 dicembre il brano natalizio Baddie on My Wish List come parte del progetto di Apple Music Carols Covered.
Nel 2021 è apparso nei singoli Game Time di Funk Flex, Headshot di Lil Tjay e Polo G e nelle nuove versioni dei singoli virali Body di Russ Millions e Tion Wayne e My Head Is Spinning like a Screw (Моя голова винтом) dell'artista russo Kostromin. Il 29 agosto dello stesso anno è apparso nei brani dell'album di Kanye West Donda Off the Grid e Ok Ok, il primo dei quali ha raggiunto l'undicesima posizione della Billboard Hot 100. Due settimane dopo ha reso disponibile il singolo Story Time e ha annunciato che Kanye West avrebbe prodotto esecutivamente il suo nuovo progetto B.I.B.L.E. Nel 2022 collabora con Nicki Minaj nel singolo We Got Up.

## Discografia

### Album in studio
- 2022 − B.I.B.L.E.

### EP
- 2019 − Pain and Love
- 2020 − 800 BC
- 2023 − Without Warning

### Singoli
- 2019 − Gimmie Dat (con AXL Beats e Jay Dee)
- 2019 − Tete (con AXL Beats e Drizzy Giuliano)
- 2019 − Treesha (con Killa Cash)
- 2019 − Locca (con Trev Mulah)
- 2019 − Big Drip (solo o feat. Lil Baby e Quavo)
- 2019 − Critical (con Fetty Luciano)
- 2019 − Cool Em Off (con P Gutta)
- 2020 − Richer Than Ever (con Rich the Kid)
- 2020 − Blixky Inna Box (con Dee Savv e Jay Dee)
- 2020 − Wetty
- 2020 − Move like a Boss (feat. Young M.A)
- 2020 − 13 Going on 30
- 2020 − Bop It (feat. Polo G)
- 2020 − Trust
- 2020 − Baddie on My Wishlist
- 2021 − Headshot (con Lil Tjay e Polo G)
- 2021 − Atlanta
- 2021 − Game Time (con Funkmaster Flex)
- 2021 − Movie (con Giovana)
- 2021 − Hello Baby (con Young M.A)
- 2021 – Story Time
- 2021 – 24/7
- 2022 – City of Gods (con Kanye West e Alicia Keys)
- 2022 – Magic City (feat. Quavo)
- 2022 – Top Notch (con City Girls)
- 2022 – Paris to Tokyo (con The Kid Laroi)
- 2023 – My Head Is Spinning like a Screw (con Kostromin)
- 2023 – Still Movin (con Rich the Kid e Jay Critch)
- 2023 – Concussion (con Kanye West)

#### Collaborazioni
- 2020 − Zoo York (Lil Tjay feat. Fivio Foreign & Pop Smoke )
- 2020 − D&D (Cassanova feat. Fivio Foreign e Smoove'L)
- 2020 − K Lo K (Tory Lanez feat. Fivio Foreign)
- 2020 − Rounds (Calboy feat. Fivio Foreign)
- 2020 − Ah Ah Ah (DreamDoll feat. Fivio Foreign)
- 2020 − Dominican Mami (DaniLeigh feat. Fivio Foreign)
- 2020 − Couped Out (Famous Dex feat. Fivio Foreign)
- 2020 − I Am What I Am (King Von feat. Fivio Foreign)
- 2021 − Not in the Mood (Lil Tjay feat. Fivio Foreign & Kay Flock)
- 2021 − Body (Remix) (Russ Millions e Tion Wayne feat. ArrDee, E1 (3x3), ZT (3x3), Bugzy Malone, Buni, Fivio Foreign e Darkoo)
- 2021 − Spin Music (Toosii feat. Fivio Foreign)
- 2022 − We Got Up (Nicki Minaj feat. Fivio Foreign)
- 2022 − Easy (Sfera Ebbasta feat. Fivio Foreign)